# 셰이 미첼
셰이 미첼(Shay Mitchell, 1987년 4월 10일 ~ )은 캐나다의 배우, 모델, 사업가, 작가이다.

## 출연 작품

### 영화
- 드림랜드 (2016)
- 마더스 데이 (2016)
- 포제션 오브 한나 그레이스 (2018)

### 텔레비전
- 데그라시: 더 넥스트 제너레이션 (2009)
- 에런 스톤 (2010)
- 루키 블루 (2010)
- 프리티 리틀 라이어스 (2010-17)
- 글리 (2012)
- 펑크드 (2012) - 본인
- 프로젝트 런웨이 (2015) - 본인 (심사위원)
- 루폴의 드래그 레이스 올스타스 (2018) - 본인 (심사위원)
- 너의 모든 것 (2018)